# مشانیر
مشانیر شرکت خدمات مهندسی ایرانی است، که در زمینه ارائه خدمات مشاور مدیریت، مدیریت پروژه، اجرای زیرساخت‌های صنعتی، در زمینه‌های سد، نیروگاه‌های آبی، تولید، انتقال و توزیع برق فعالیت می‌کند.
این شرکت که سابقاً وابسته به وزارت نیروی ایران بود در سال ۱۳۵۰ تأسیس شد و نزدیک به ۱۱۰۰ نفر نیروی انسانی دارد. مشانیر، بزرگ‌ترین شرکت مهندسی مشاور ایران در زمینه برق و انرژی می‌باشد.
سهام این شرکت به قرارگاه خاتم الاوصیا منتقل شد.
از جمله پروژه‌های این شرکت مطالعات توجیهی و مطالعات مرحله اول سد و نیروگاه گتوند بود که در نتیجه آن محور فعلی این سد پیشنهاد شد.

## عرضه سهام شرکت در بورس
در مهر ۱۳۹۱، شرکت مشانیر در فهرست شرکت‌های ثبت شده در سازمان بورس و اوراق بهادار ثبت شد. نماد این شرکت در بورس تحت عنوان «ومشان» است.
سهامداران شرکت حدود ۷۰۰ نفر شخصیت حقوقی و حقیقی هستند که اغلب از کارکنان مهندسین مشاور مشانیر می‌باشند. سهامداران عمده این شرکت، شرکت سرمایه‌گذاری صنایع برق و آب - صبا است.